# Basilepta speciosum
Basilepta speciosum es un insecto coleóptero de la familia Chrysomelidae.
Fue descrita científicamente por primera vez en 1893 por Lefevre.